# برايان ستايسي ميلر
برايان ستايسي ميلر (بالإنجليزية: Brian Stacy Miller)‏ هو محامي وقاضي أمريكي، ولد في 24 يناير 1967 في باين بلاف في الولايات المتحدة.